# 北歐波羅的海八國

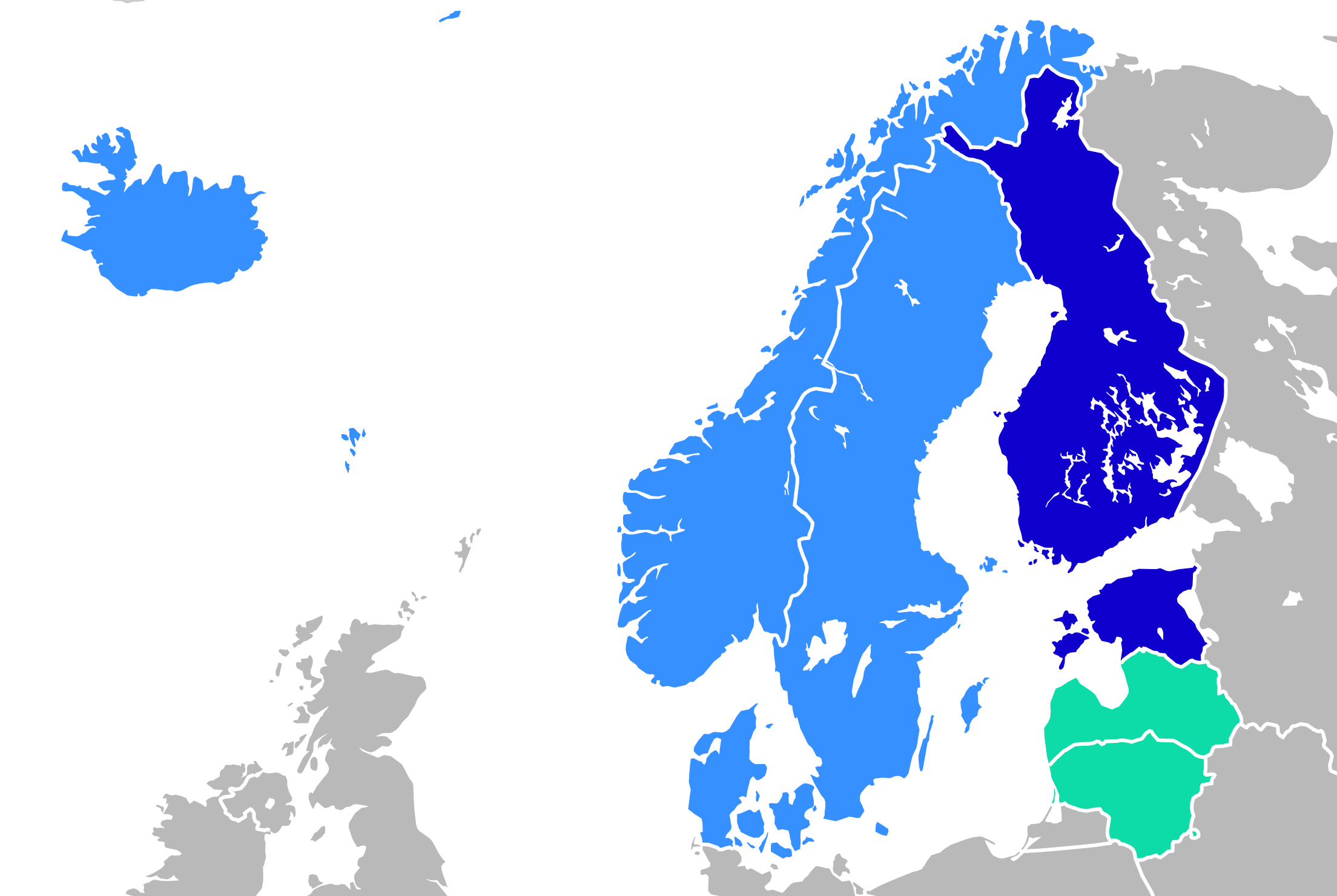
北歐的語言分佈
北日耳曼語支 (冰島及斯堪的納維亞)
芬蘭語支 (芬蘭及愛沙尼亞)
波羅的語族 (拉脫維亞及立陶宛)

北歐波羅的海八國（Nordic-Baltic Eight，簡稱NB8）爲丹麥、瑞典、挪威、芬蘭、冰島、愛沙尼亞、拉脫維亞以及立陶宛八個國家之間的區域合作組織。 

## 歷史
北歐理事會在1989年開始與波羅的海國家的議會接觸。1991年北歐理事會參與波羅的海會議於塔林舉行的成立儀式， 標誌着雙方的合作正式開始。1992年，雙方簽訂相關合作條約。
北歐五國在歷史上強烈支持波羅的海三國的獨立；在波羅的海國家實現獨立後，北歐國家最早對其開放邊境，以及對其國民提供免簽證待遇。同時，北歐國家亦開始協助波羅的海國家加入歐盟及北約。
合作的初期，該組織被稱作 5+3 （5個北歐國家 + 3個波羅的海國家）。2000年8月30日，雙方於丹麥城市米澤爾法特展開外交部部長會議後，決定組織名稱爲NB8。

## 目前狀況
NB8 目前擁有近三千三百萬人口，GDP接近2000億美元，經濟規模位列全球第十及歐洲第五。除此之外，八國在政治清廉、自由、經商環境以及人類發展指數方面的成就亦相當令人矚目。
該區域擁有豐富的自然及文化遺產，資源及社區十分多樣化。目前爲止，八國共計擁有世界遺產42處。
近年來，北歐國家及波羅的海國家在政治、軍事、經濟、環境、文化及其他領域展開緊密的合作，尤其是2004年歐盟及北約擴大後，波羅的海國家的發展潛力被大大激活。雙方合作的典例有打擊人口販賣的 NB8 Task Force 以及建立北歐-波羅的海共同科教領域。
2010年8月17日， 八國央行、財政部長及其他相關人員簽訂條約以保證區域內金融穩定。目前八國均爲世界銀行及國際貨幣基金組織的成員，波羅的海三國同時亦爲北歐投資銀行的成員國。

## 與其他國際組織或國家關係

### NB6
2004年5月1日開始， 八國集團內的六個歐盟國家（丹麥、瑞典、芬蘭、愛沙尼亞、拉脫維亞及立陶宛，統稱NB6）就關於歐盟事宜展開非正式政府首腦會議。

### e-PINE
2003年起，八國集團開始與美國展開合作，合作框架名稱爲美國-北歐深入合作夥伴計劃（Enhanced Partnership In Northern Europe, 簡稱 e-PINE)。

### 北歐未來論壇
英國與八國集團的年度非正式會議。

### NB8及維謝格拉德集團
2013年起，八國集團開始與維謝格拉德集團（捷克、匈牙利、波蘭及斯洛伐克）展開外長會議。